# Černá voda (dopływ Malé Úpy)
Černá voda – górski potok w Czechach, we wschodnich Karkonoszach, lewy dopływ Male Úpy o długości ok. 3,2 km.
Źródła znajdują się na południe od Przełęczy Okraj. Černá voda oddziela Kowarski Grzbiet od Lasockiego Grzbietu. Płynie na południowy zachód przez miejscowość Malá Úpa, po czy wpada do Male Úpy). Po drodze przyjmuje jeden większy, lewy dopływ - Rennerův potok.
Černá voda cały czas płynie na obszarze czeskiego Karkonoskiego Parku Narodowego (czes. Krkonošský národní park, KRNAP).
W górnym biegu potok przecinają dwa szlaki turystyczne -   czerwony i  żółty, prowadzące z przysiółka U Kostela do Pomezní Boudy.